# Veliká Ves (kraj ustecki)
Veliká Ves – miejscowość i gmina (obec) w Czechach, w kraju usteckim, w powiecie Chomutov. W 2022 roku liczyła 327 mieszkańców.